# Бирсешть (Міхеєшть, Вилча)
Бирсешть, Бирсешті (рум. Bârsești) — село у повіті Вилча в Румунії. Входить до складу комуни Міхеєшть.
Село розташоване на відстані 161 км на північний захід від Бухареста, 11 км на південний захід від Римніку-Вилчі, 88 км на північний схід від Крайови, 125 км на південний захід від Брашова.

## Населення
За даними перепису населення 2002 року у селі проживали 656 осіб. Усі жителі села рідною мовою назвали румунську.
Національний склад населення села:
| Національність | Кількість осіб | Відсоток |
| -------------- | -------------- | -------- |
| румуни         | 624            | 95,1%    |
| цигани         | 32             | 4,9%     |